# Duportella rhoica
Duportella rhoica är en svampart som beskrevs av Boidin & Lanq. 1995. Duportella rhoica ingår i släktet Duportella och familjen Peniophoraceae.   Inga underarter finns listade i Catalogue of Life.